# Кърси
Кърси (на английски: Kersey) е град в окръг Уелд, щата Колорадо, САЩ. Кърси е с население от 1389 жители (2000) и обща площ от 2,5 km². Намира се на 1408 m надморска височина. ЗИП кодът му е 80644, а телефонният му код е 970.